# Nguyên Ninh Tông
Nguyên Ninh Tông (tiếng Trung: 元寧宗), tên thật là Bột Nhi Chỉ Cân Ý Lân Chất Ban (tiếng Trung: 懿璘質班; tiếng Mông Cổ: Ринчинбал, đã Latinh hoá: Rinčinbal; tiếng Tây Tạng cổ: རིན་ཆེན་དཔལ་, rin chen dpal) (1326-1332), là vị hoàng đế thứ 10 của nhà Nguyên, vốn là một phần chia cắt của Đế quốc Mông Cổ. Trên danh nghĩa, ông là khả hãn thứ 14 của Đế quốc Mông Cổ và cũng là một hoàng đế Trung Hoa.

## Thân thế

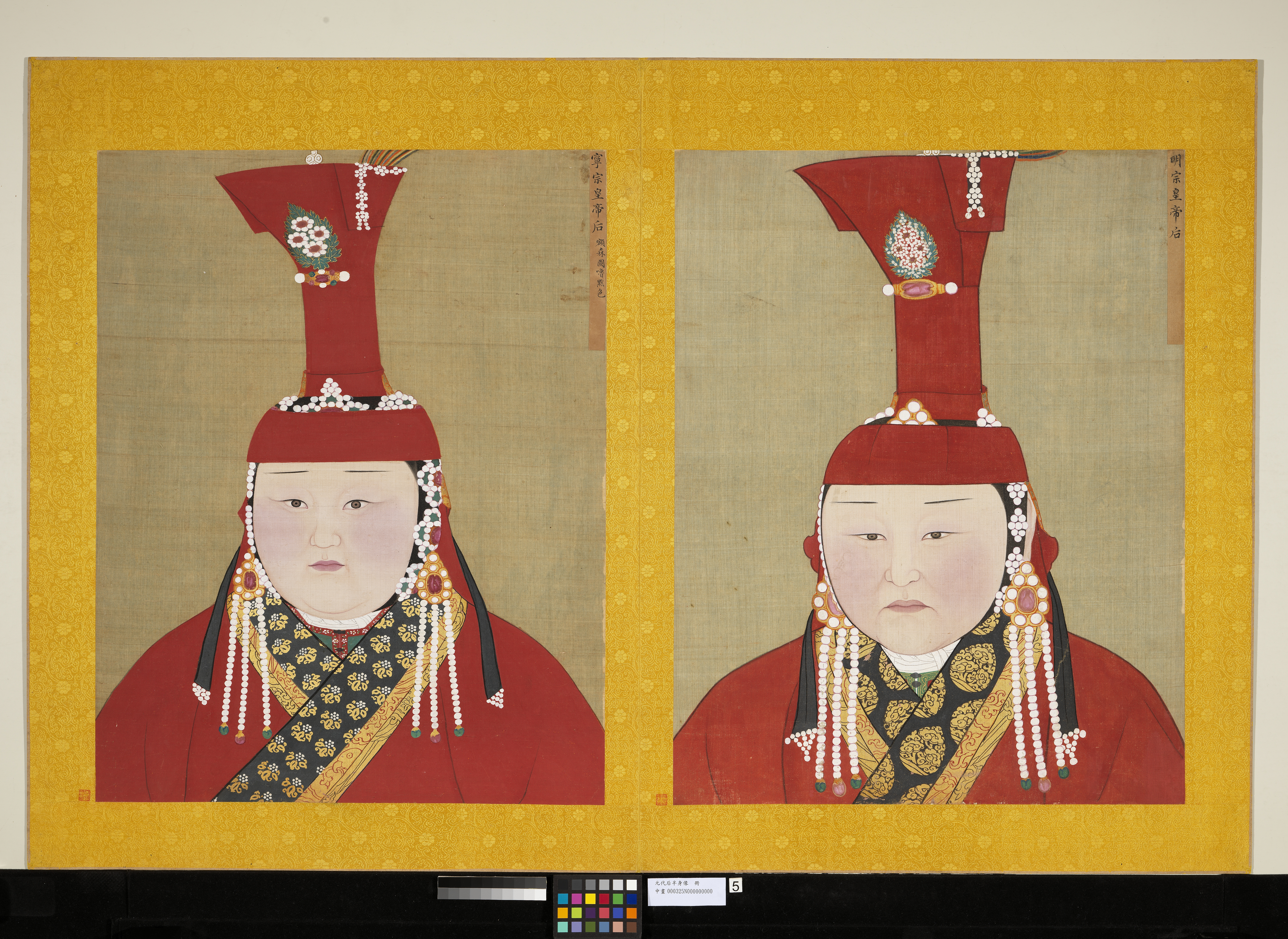
Bát Bất Sa, mẹ ruột của Ý Lân Chất Ban.

Ông là con thứ của Nguyên Minh Tông Hòa Thế Lạt và là em trai của Nguyên Huệ Tông Thỏa Hoan Thiếp Mộc Nhi. Mẹ của ông là Bát Bất Sa thuộc bộ tộc Nãi Man, người đã gặp Hòa Thế Lạt khi ông đang sống lưu vong ở Trung Á dưới thời Hãn quốc Sát Hợp Đài.
Khi Hòa Thế Lạt qua đời và em trai ông ta là Nguyên Văn Tông (người được cho là đã đầu độc Hòa Thế Lạt) kế vị, Ý Lân Chất Ban được phong làm Phúc vương. Văn Tông phong ngôi Thái tử cho con trai mình A Lạt Thắc Nạp Đáp Lạt (tiếng Trung: 阿剌忒纳答剌; Aradnadara) vào tháng 1 năm 1331. Để đảm bảo ngai vàng cho con trai mình, hoàng hậu Bốc Đáp Thất Lý của Văn Tông đã hành quyết Bát Bất Sa, mẹ của Ý Lân Chất Ban, và đày anh trai ông là Thỏa Hoan Thiếp Mộc Nhi sang Cao Ly. Tuy nhiên, những hành động này tỏ ra không cần thiết, vì A Lạt Thắc Nạp Đáp Lạt đã qua đời chỉ một tháng sau khi được chỉ định làm người thừa kế.
Mặc dù Văn Tông có một người con trai tên là Yên Thiếp Cổ Tư khi ông qua đời vào năm 1332, các sử gia cho rằng trên giường bệnh, vua bày tỏ sự hối hận về những gì ông đã làm với anh trai và có ý định truyền ngôi cho Thỏa Hoan Thiếp Mộc Nhi, con trai cả của Hòa Thế Lạt, thay vì con trai ruột của mình. Tuy nhiên, thừa tướng Yên Thiếp Mộc Nhi đã chống lại việc để con trai cả của Hòa Thế Lạt là Thỏa Hoan Thiếp Mộc Nhi lên ngôi vì ông bị hoàng tử này nghi ngờ đã đầu độc cha mình, thay vào đó muốn chọn con thứ là Ý Lân Chất Ban mới 6 tuổi kế vị để dễ khống chế. Khi góa phụ của Văn Tông và mẹ của Yên Thiếp Cổ Tư, Bốc Đáp Thất Lý, tôn trọng ý muốn của Văn Tông về việc đưa con trai Hòa Thế Lạt lên kế vị ngai vàng, Ý Lân Chất Ban mới 6 tuổi đã được ưu tiên lựa chọn do Thỏa Hoan Thiếp Mộc Nhi đang bị lưu đày cách xa Đại Đô.

## Lên ngôi
Tuy Ý Lân Chất Ban đã lên ngai vàng nhưng tiểu hoàng đế nhỏ tuổi này chỉ có vai trò bù nhìn. Người nắm thực quyền vẫn là quyền thần Yên Thiếp Mộc Nhi.

## Hoàng đế yểu mệnh
Ý Lân Chất Ban còn nhỏ đã ốm yếu, mang nhiều bệnh tật trong người. Tiểu hoàng đế ở ngôi chưa đầy hai tháng (từ ngày 23 tháng 10 đến ngày 14 tháng 12 năm 1332) đã qua đời lúc mới 6 tuổi. Ông trở thành vị hoàng đế yểu mạng nhất trong các hoàng đế nhà Nguyên và là một trong những hoàng đế yểu mạng nhất trong lịch sử Mông Cổ và Trung Quốc.
Sau khi Ý Lân Chất Ban qua đời, Yên Thiếp Mộc Nhi một lần nữa yêu cầu góa phụ Văn Tông là Bốc Đáp Thất Lý lập Yên Thiếp Cổ Tư kế vị nhưng bị bà ta từ chối. Ông không còn cách nào khác là phải mời Thỏa Hoan Thiếp Mộc Nhi trở về từ tỉnh Quảng Tây xa xôi ở tây nam Trung Quốc để lên kế vị ngai vàng, tức vua Nguyên Huệ Tông.